# Regional Preferente de La Rioja 1990-91
La temporada 1990-91 de Regional Preferente de La Rioja era el quinto nivel de las Ligas de fútbol de España para los clubes de La Rioja, por debajo de la Tercera División de España y por encima de la Primera Regional de La Rioja.

## Sistema de competición
Los 19 equipos en un único grupo, que se enfrentan a doble vuelta, una vez en casa y otra en el campo del equipo rival, todos contra todos.
El campeón de esta fase regular asciende a Tercera División. El segundo clasificado se enfrentará en un playoff a ida y vuelta contra el segundo clasificado de la Preferente de Navarra. El ganador de este playoff también consigue el ascenso.
Si ascendieran desde el grupo XV de Tercera División más equipos de los que descendieran desde Segunda B, habría más plazas de ascenso, que obtendrían los siguientes clasificados.
La siguiente temporada, la 1992-93 desaparecería la Primera Regional de La Rioja, por lo que no hubo descensos desde Regional Preferente.

## Clasificación[1]
| Pos. | Equipo                   | Pts. | PJ | G  | E  | P  | GF | GC | Dif. |                                              |
| ---- | ------------------------ | ---- | -- | -- | -- | -- | -- | -- | ---- | -------------------------------------------- |
| 1    | Yagüe C. F.              | 58   | 34 | 27 | 4  | 3  | 99 | 21 | +78  | Ascenso a Tercera                            |
| 2    | C. D. Autol              | 55   | 34 | 25 | 5  | 4  | 69 | 16 | +53  | Promoción de ascenso a Tercera               |
| 3    | Peña Balsamaiso C. F.    | 46   | 34 | 18 | 10 | 6  | 53 | 38 | +15  |                                              |
| 4    | C. D. La Calzada (C, A)  | 42   | 34 | 16 | 10 | 8  | 75 | 32 | +43  |                                              |
| 5    | Náxara C. D.             | 42   | 34 | 18 | 6  | 10 | 51 | 28 | +23  |                                              |
| 6    | C. C. D. Alberite        | 40   | 34 | 14 | 12 | 8  | 60 | 34 | +26  |                                              |
| 7    | C. D. Cenicero           | 36   | 34 | 13 | 10 | 11 | 46 | 50 | −4   |                                              |
| 8    | C. D. Pradejón           | 36   | 34 | 14 | 8  | 12 | 65 | 62 | +3   |                                              |
| 9    | C. D. Cerverano          | 34   | 34 | 14 | 6  | 14 | 49 | 52 | −3   |                                              |
| 10   | C. D. Varea              | 34   | 34 | 11 | 12 | 11 | 46 | 49 | −3   |                                              |
| 11   | C. D. San Marcial        | 33   | 34 | 14 | 5  | 15 | 49 | 40 | +9   |                                              |
| 12   | C. D. Calahorra Promesas | 29   | 34 | 10 | 9  | 15 | 50 | 58 | −8   |                                              |
| 13   | C. D. Berceo Promesas    | 27   | 34 | 10 | 7  | 17 | 41 | 51 | −10  |                                              |
| 14   | C. D. Agoncillo          | 25   | 34 | 10 | 5  | 19 | 42 | 88 | −46  |                                              |
| 15   | C. D. Tedeón             | 23   | 34 | 8  | 7  | 19 | 39 | 63 | −24  |                                              |
| 16   | C. Atlético Vianés       | 22   | 34 | 7  | 8  | 19 | 29 | 76 | −47  |                                              |
| 17   | S. R. C. La Unión        | 15   | 34 | 4  | 9  | 21 | 24 | 72 | −48  | El club no compite en la siguiente temporada |
| 18   | C. D. Aldeano            | 9    | 34 | 4  | 5  | 25 | 25 | 82 | −57  |                                              |

 Fuente: www.futbol-regional.es
Notas:
1. ↑  La S. R. C. La Unión fue sancionado con dos puntos.
2. ↑  El C. D. Aldeano fue sancionado con cuatro puntos menos.

## Promoción de ascenso
| Equipo 1      | Agr. | Equipo 2    | Ida | Vuelta |
| ------------- | ---- | ----------- | --- | ------ |
| C. D. Azkoyen | 3-7  | C. D. Autol | 2-2 | 1-5    |

| Ida; 2 de junio de 1991 | C. D. Azkoyen | 2-2 | C. D. Autol |  |  |

| Vuelta; 9 de junio de 1991 | C. D. Autol | 5-1 (Global 7-3) | C. D. Azkoyen |  |  |

| Asciende C. D. Autol |